# Castillo del Romeral
Castillo del Romeral es una localidad del municipio de San Bartolomé de Tirajana. Está situado en la costa sudeste de la isla de Gran Canaria, provincia de Las Palmas, España. Su población en 2022 era de 3315 habitantes.

## Historia
Fundada alrededor de las salinas explotadas al menos desde 1537, se convierte en un punto estratégico de la costa grancanaria por ser lugar de paso de los barcos que comerciaban con África. Los constantes ataques  piratas sufridos por la isla hacia el siglo XVII obligó a la construcción de la casa fuerte de Santa Cruz del Romeral o Castillo del Romeral, nombre que se generalizó al asentamiento que se desarrolló a su alrededor.  Hoy día, dicha fortificación está casi derruida y sólo se conservan algunas dependencias de la planta baja.